# یواس‌اس داندربرگ
یواس‌اس داندربرگ (به انگلیسی: USS Dunderberg) یک کشتی بود که طول آن ۱۰۷٫۴ متر (۳۵۲ فوت ۴ اینچ) بود. این کشتی در سال ۱۸۶۵ ساخته شد.